# Sophienhütte

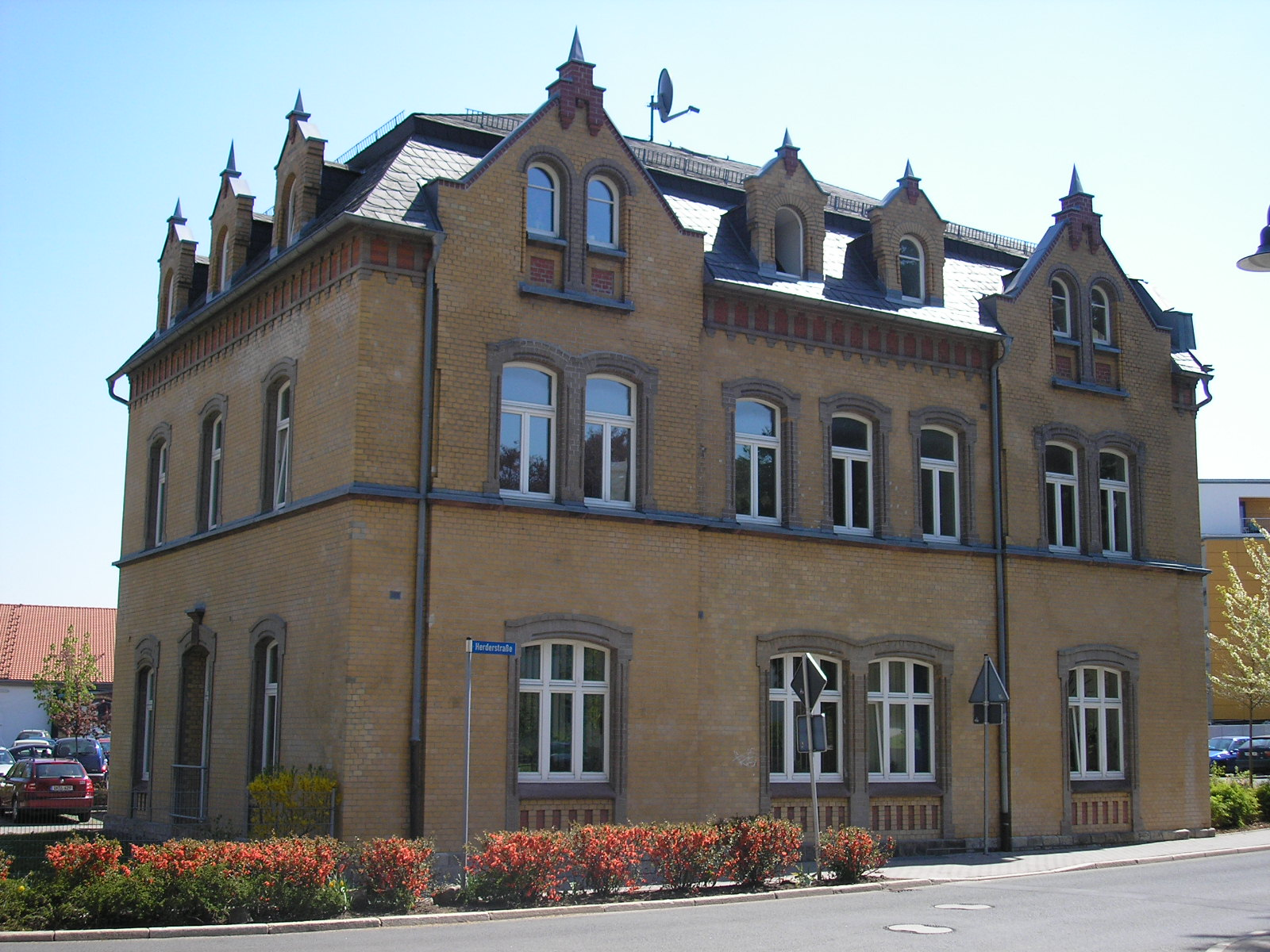
Ehemaliges Verwaltungsgebäude

Die Sophienhütte war eine Glashütte, die von 1852 bis 1991 in Ilmenau (Thüringer Wald) bestand. Sie war lange Zeit die größte der Ilmenauer Glashütten. Außerdem leitete ihre Eröffnung die Industrialisierung der Stadt sowie die Tradition der Ilmenauer Glasindustrie, die bis heute fortbesteht, ein. Die Sophienhütte war die erste erfolgreich betriebene Glashütte Ilmenaus. Sie befand sich auf einem großen Areal im Süden der Stadt, welches sich an der Ilm vom Bahnhof Ilmenau Bad im Westen bis zum Kohlenberg (= die Schlackehalde der Hütte) im Osten erstreckte. Heute stehen hier ein Supermarkt und die Ilm-Sporthalle.

## Geschichte

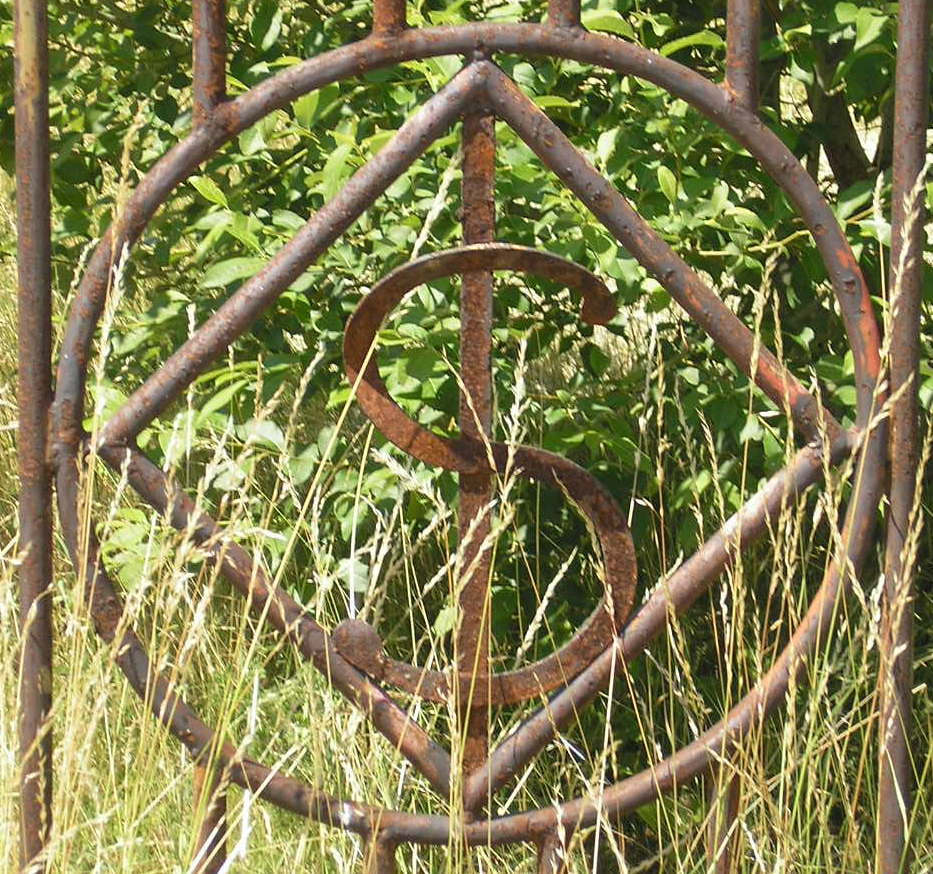
Firmenemblem am Werkstor der Sophienhütte

### Bis 1900
1851 erteilte das Staatsministerium zu Sachsen-Weimar-Eisenach den Brüdern Luis, Gustav und Alexander Küchler sowie dem Drechsler Johann Georg Abicht auf Antrag die Konzession zur Errichtung einer Hohlglashütte in Ilmenau. Benannt wurde die Glashütte als Dank an das Herzogshaus für das Erteilen einer Konzession nach der Gemahlin des amtierenden Herzogs Carl Alexander, Sophie von Oranien-Nassau. Das Holz zur Feuerung der Hochöfen bezogen die Inhaber der Sophienhütte aus einem eigens dafür angekauften Waldstück des Forstamts Neustadt am Grenzhammer östlich von Ilmenau. Der Holzeinschlag und -transport wurde von vier Familien aus Oehrenstock durchgeführt.
Der Schwerpunkt der Produktion lag bis etwa 1860 auf der Fertigung filigraner Parfüm-, Arznei- und Medizinflaschen, bevor man später dazu überging, vor allem technisches Rohrglas anzufertigen. Unmittelbar nach der Gründung arbeiteten etwa 40 Menschen in der Hütte, die vor allem abgeworbene Arbeiter aus der Glashütte in Tettau (Thüringer Schiefergebirge) waren. Später lernte man auch neue Mitarbeiter aus der heimischen Bevölkerung an.
1881 kaufte Richard Bock die Sophienhütte von den Gebrüdern Küchler. Zu diesem Zeitpunkt war er erst 24 Jahre alt, er leitete das Unternehmen aber so erfolgreich, dass er später vom Großherzog zum Kommerzienrat ernannt wurde. 1883 wurde ein zweites Hüttengebäude auf dem Firmengelände in Betrieb genommen. Es beherbergte zwei neue Hochöfen, einen mit 14 Häfen und einen mit sechs Häfen.

### Nach 1900

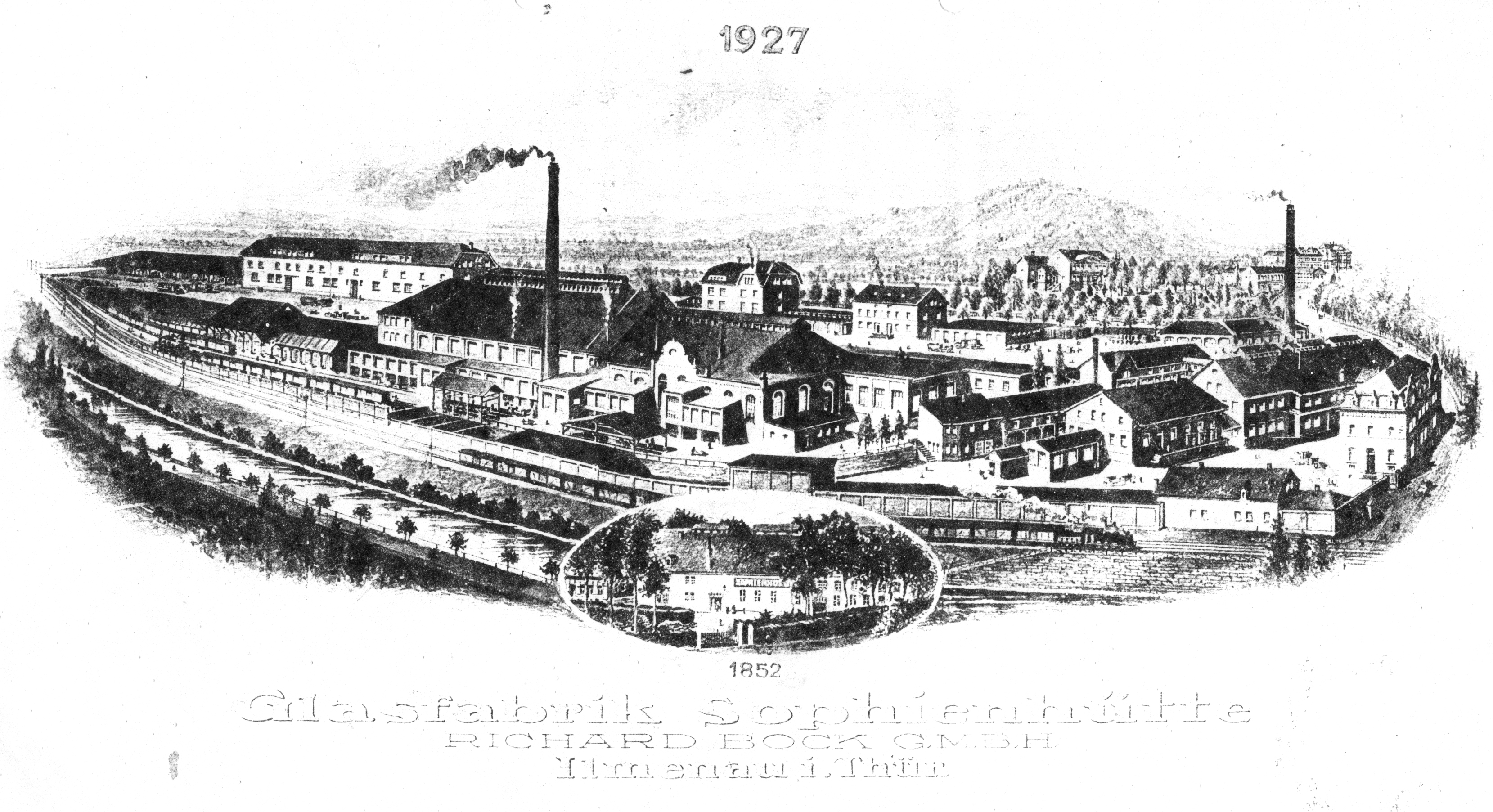
Ansicht der Sophienhütte von 1927

Im Jahre 1904 wurde die Rennsteigbahn erbaut. Sie verlief teilweise direkt am Werksgelände vorbei, sodass die Sophienhütte seitdem einen Bahnanschluss nutzen konnte. Zugleich wurde direkt an der Sophienhütte der Bahnhof Ilmenau Bad errichtet, wofür eine alte Schlackenhalde des Glaswerks abgetragen werden musste. Seitdem befand sich die Schlackenhalde am anderen Ende des Werksgeländes. Sie türmte sich im Laufe der Zeit so weit auf, dass sie im Volksmund den Namen „Kohlenberg“ erhielt.
Eine dritte Hütte wurde 1907 eröffnet. In ihr befand sich ein zehn Häfen umfassender Hochofen. 1910 hatte das Unternehmen etwa 200 Mitarbeiter.
1922 wurde die Sophienhütte in eine GmbH umgewandelt. Der Schwerpunkt lag nun vor allem auf der Fertigung technischer Hohlgläser als Ausgangsrohstoff z. B. für die Thermometerherstellung. Viele der etwa 800 verschiedenen Artikel wurden mit einem speziellen Rohstoffgemisch gefertigt, dass dem von Otto Schott erfundenen Jenaer Glas ähnlich war. Zu dieser Zeit gehörte die Sophienhütte zusammen mit den Schottschen Hütten in Jena zu den führenden Herstellern technischen Glases in Deutschland. Die Sophienhütte unterhielt zur Koordination des Exports weltweit 32 Firmenvertretungen.
1938 arbeiteten etwa 280 Menschen in der Sophienhütte. Nach 1945 wurde das Sortiment von technischem Glas in Richtung Wirtschaftsglas umgestaltet. Bis 1972 war die Sophienhütte ein halbstaatlicher Betrieb in der Rechtsform einer Kommanditgesellschaft. Komplett verstaatlicht und in „Rosalinglaswerk“ umbenannt wurde sie 1972. 1983 erfolgte die Umbenennung in „VEB Ilmkristall“. Sie hatte damals etwa 270 Mitarbeiter. Zum VEB Ilmkristall gehörten neben der Sophienhütte – dem Stammwerk – auch noch der VEB Glaswerk Schmiedefeld am Rennsteig, der VEB Kunstglas Gehren und der VEB Kunst- und Hohlglasveredelung Wasungen. Der VEB Ilmkristall mit seinen vier Betriebsteilen war wiederum Bestandteil des VEB Kombinat Technisches Glas Ilmenau. Ende der 1980er-Jahre wurde das Packhaus der Sophienhütte abgerissen. Es beherbergte auch die Akten aus 140 Jahren Bestandsgeschichte, die damals ebenfalls vernichtet wurden. Nach den Umbrüchen der Wende von 1990 musste die Sophienhütte Konkurs anmelden. Sie wurde 1991 stillgelegt und 1998 abgerissen. Heute ist lediglich ihr Verwaltungsgebäude erhalten.